# Robert Kelker-Kelly
Robert Kelker-Kelly (ur. 18 kwietnia 1964 w Wichita) – amerykański aktor telewizyjny.

## Życiorys
Urodził się w Wichita, w stanie Kansas jako syn pielęgniarki Jonetty Kelker i patologa Roberta Kelly. Jego ojciec przez dwa lata był w United States Air Force w Wichita Falls. Dorastał w Cleveland, w stanie Ohio, wspólnie z trzema siostrami. W wieku siedmiu lat wystąpił w szkolnej sztuce jako Tom Sawyer. Potem jego rodzina powróciła do Wichita, gdzie w latach 1977-80 uczęszczał do Wichita Collegiate School.
Gdy miał 14 lat dostał stypendium jako asystent nauczyciela w teatrze letnim. W wieku 17 lat grał Romea w miejscowym parku w plenerowej produkcji Romeo i Julia. Kontynuował występy w lokalnym teatrze i opuścił miasto w wieku 19 lat. Występował jako Rusty w Guys and Dolls, Bill Sikes w Oliver! i Sir Lionel w Camelot, a także w sztuce szekspirowskiej w Miami, Little Rock i Minneapolis. Krótko studiował na Uniwersytecie w Kansas, ale zrezygnował na rzecz kariery aktorskiej. 
W 1986, w wieku 22 lat przeprowadził się do Los Angeles, aby kontynuować karierę w telewizji. W latach 1987-90 występował jako Sam Fowler w operze mydlanej NBC Inny świat (Another World). W latach 1992-95 grał postać Bo Brady'ego w operze mydlanej NBC Dni naszego życia. W 2002 dołączył do opery mydlanej ABC Szpital miejski jako Stavros Cassadine. W marcu 1994 znalazł się na okładce magazynu „Playgirl”. 
W 1997 opuścił Los Angeles i porzucił swoją karierę aktorską, by zdobyć certyfikat w dziedzinie mechaniki płatowca i mechanika. W latach 2002-2003 był nauczycielem gry aktorskiej w Pioneer Valley Performing Arts Charter High School w Hadley w Massachusetts. Pracował także jako pilot Spirit Jets.
W latach 1988-1992 był żonaty z Lindą Rattner. 28 czerwca 1997 ożenił się z Miriam Parrish.

## Nagrody
| Rok  | Nagroda                                               | Kategoria                                      | Tytuł             | Inni wykonawcy | Rezultat  |
| ---- | ----------------------------------------------------- | ---------------------------------------------- | ----------------- | -------------- | --------- |
| 1993 | Soap Opera Digest                                     | Najgorętszy Gwiazdor                           | Dni naszego życia | –              | Wygrana   |
| 1994 | Soap Opera Digest                                     | Najlepszy aktor                                | Dni naszego życia | –              | Wygrana   |
| 1995 | Soap Opera Digest                                     | Najgorętsza para w operze mydlanej             | Dni naszego życia | Lisa Rinna     | Wygrana   |
| 1997 | Online Film & Television Association Television Award | Najlepszy aktor drugoplanowy w operze mydlanej | Inny świat        | –              | Nominacja |

## Wybrana filmografia

### Filmy fabularne
- 1996: Sposób na bezsenność (Dream for an Insomniac) jako Trent

### Seriale TV
- 1987-90: Inny świat (Another World) jako Bobby Reno (Shane Roberts)
- 1992-95: Dni naszego życia (Days of Our Lives) jako Bo Brady #2
- 1995: Może tym razem (Maybe This Time) jako Brandon
- 1995: Dotyk anioła (Touched by an Angel) jako Matt Duncan
- 2001: Port Charles jako Stavros Cassidine
- 2002-2014: Szpital miejski (General Hospital) jako Stavros Cassadine #2